# UEFA Champions League 2006/07

Das Olympiastadion in Athen

Die UEFA Champions League 2006/07 war die 15. Spielzeit des wichtigsten europäischen Wettbewerbs für Vereinsmannschaften im Fußball unter dieser Bezeichnung und die 52. insgesamt. Am Wettbewerb nahmen in diesem Jahr 73 Klubs aus 49 Landesverbänden teil. Der Wettbewerb begann mit der ersten Qualifikationsrunde am 11. Juli 2006 und endete mit dem Finale im Olympiastadion in Athen am 23. Mai 2007. Sieger wurde der AC Mailand, der in der Serie A zunächst Zweiter geworden war, nach Aufdeckung von Manipulationen aber auf den dritten Platz zurückgestuft wurde und sich somit erst für die Gruppenphase qualifizieren musste.
Es war das erste Mal in der Geschichte der UEFA Champions League, dass sich eine Finalpaarung wiederholte: der AC Mailand und der FC Liverpool hatten sich bereits 2005 im Finale des Wettbewerbs gegenüber gestanden.

## Modus
Am Spielmodus gab es gegenüber der Vorsaison keine Änderungen. Bei Punktegleichheit zweier oder mehrerer Mannschaften nach den Gruppenspielen wurde die Platzierung durch folgende Kriterien ermittelt:
1. Punkte aus den direkten Spielen
2. Tordifferenz in den direkten Spielen
3. Auswärtstore in den direkten Spielen
4. Tordifferenz aus allen Gruppenspielen
5. Erzielte Tore in allen Gruppenspielen
6. Höherer Klubkoeffizient zu Beginn des Wettbewerbs

## Qualifikation

### Erste Qualifikationsrunde
Die Hinspiele fanden am 11./12. Juli, die Rückspiele am 18./19. Juli 2006 statt.
|                         | Gesamt |                   | Hinspiel | Rückspiel |
| ----------------------- | ------ | ----------------- | -------- | --------- |
| KF Elbasani             | 1:3    | Ekranas Panevėžys | 1:0      | 0:3       |
| FC TVMK Tallinn         | 3:4    | FH Hafnarfjörður  | 2:3      | 1:1       |
| Linfield FC             | 3:5    | ND Gorica         | 1:3      | 2:2       |
| FC Birkirkara           | 2:5    | B36 Tórshavn      | 0:3      | 2:2       |
| Sioni Bolnissi          | 2:1    | FK Baku           | 2:0      | 0:1       |
| F91 Düdelingen          | 0:1    | Rabotnički Skopje | 0:1      | 0:0       |
| FC Pjunik Jerewan       | 0:2    | Sheriff Tiraspol  | 0:0      | 0:2       |
| Myllykosken Pallo -47   | 2:0    | The New Saints FC | 1:0      | 1:0       |
| Cork City               | 2:1    | Apollon Limassol  | 1:0      | 1:1       |
| FK Liepājas Metalurgs   | 2:1    | FK Aqtöbe         | 1:0      | 1:1       |
| FK Schachzjor Salihorsk | 0:2    | NK Široki Brijeg  | 0:1      | 0:1       |

### Zweite Qualifikationsrunde
Die Hinspiele fanden am 25./26. Juli, die Rückspiele am 1./2. August 2006 statt.
|                       | Gesamt    |                       | Hinspiel | Rückspiel |
| --------------------- | --------- | --------------------- | -------- | --------- |
| Ekranas Panevėžys     | 3:9       | Dinamo Zagreb         | 1:4      | 2:5       |
| Sheriff Tiraspol      | (a)1:1(a) | Spartak Moskau        | 1:1      | 0:0       |
| FK Liepājas Metalurgs | 1:8       | Dynamo Kiew           | 1:4      | 0:4       |
| Lewski Sofia          | 4:0       | Sioni Bolnissi        | 2:0      | 2:0       |
| Djurgårdens IF        | 2:3       | MFK Ružomberok        | 1:0      | 1:3       |
| Fenerbahçe Istanbul   | 9:0       | B36 Tórshavn          | 4:0      | 5:0       |
| FC Zürich             | 2:3       | FC Salzburg           | 2:1      | 0:2       |
| FH Hafnarfjörður      | 0:3       | Legia Warschau        | 0:1      | 0:2       |
| Debreceni VSC         | 2:5       | Rabotnički Skopje     | 1:1      | 1:4       |
| Cork City             | 0:4       | Roter Stern Belgrad   | 0:1      | 0:3       |
| FK Mladá Boleslav     | 5:3       | Vålerenga IF          | 3:1      | 2:2       |
| FC Kopenhagen         | 4:2       | Myllykosken Pallo -47 | 2:0      | 2:2       |
| Heart of Midlothian   | 3:0       | NK Široki Brijeg      | 3:0      | 0:0       |
| ND Gorica             | 0:5       | Steaua Bukarest       | 0:2      | 0:3       |

### Dritte Qualifikationsrunde
Die Sieger qualifizierten sich für die Gruppenphase und die Verlieren durften in der 1. Runde des UEFA-Pokals 2006/07 weiterspielen.
Die Hinspiele fanden am 8./9. August, die Rückspiele am 22./23. August 2006 statt.
|                      | Gesamt    |                     | Hinspiel | Rückspiel |
| -------------------- | --------- | ------------------- | -------- | --------- |
| FK Austria Wien      | 1:4       | Benfica Lissabon    | 1:1      | 0:3       |
| Dinamo Zagreb        | 1:5       | FC Arsenal          | 0:3      | 1:2       |
| ZSKA Moskau          | 5:0       | MFK Ružomberok      | 3:0      | 2:0       |
| Dynamo Kiew          | 5:3       | Fenerbahçe Istanbul | 3:1      | 2:2       |
| OSC Lille            | 4:0       | Rabotnički Skopje   | 3:0      | 1:0       |
| Schachtar Donezk     | 4:2       | Legia Warschau      | 1:0      | 3:2       |
| Lewski Sofia         | 4:2       | Chievo Verona 1     | 2:0      | 2:2       |
| Galatasaray Istanbul | 6:3       | FK Mladá Boleslav   | 5:2      | 1:1       |
| Slovan Liberec       | 1:2       | Spartak Moskau      | 0:0      | 1:2       |
| Standard Lüttich     | 3:4       | Steaua Bukarest     | 2:2      | 1:2       |
| FC Kopenhagen        | 3:2       | Ajax Amsterdam      | 1:2      | 2:0       |
| Hamburger SV         | (a)1:1(a) | CA Osasuna          | 0:0      | 1:1       |
| FC Salzburg          | 1:3       | FC Valencia         | 1:0      | 0:3       |
| AC Mailand 2         | 3:1       | Roter Stern Belgrad | 1:0      | 2:1       |
| FC Liverpool         | 3:2       | Maccabi Haifa       | 2:1      | (1)1:1 3  |
| Heart of Midlothian  | 1:5       | AEK Athen           | 1:2      | 0:3       |

## Gruppenphase
An der Gruppenphase nahmen 32 Mannschaften teil, die in 8 Gruppen (A bis H) zu je 4 Teams spielten. Am 24. August 2006 fand die Auslosung der Gruppenphase statt. Zu den 16 Siegern der 3. Qualifikationsrunde wurden die Meister der 10 bestplatzierten Landesverbände und die Vizemeister aus den Ländern auf Platz 1 bis 6 der UEFA-Fünfjahreswertung gelost. Aus jeder Gruppe kamen die erst- und zweitplatzierten Vereine ins Achtelfinale, während die drittplatzierte Mannschaft im UEFA-Pokal 2006/07 weiterspielte. Der Gruppenletzte schied aus den europäischen Wettbewerben aus.

### Gruppe A
| Pl. | Verein        | Sp. | S | U | N | Tore    | Diff. | Punkte |
| --- | ------------- | --- | - | - | - | ------- | ----- | ------ |
| 1.  | FC Chelsea    | 6   | 4 | 1 | 1 | 010:400 | +6    | 13     |
| 2.  | FC Barcelona  | 6   | 3 | 2 | 1 | 012:400 | +8    | 11     |
| 3.  | Werder Bremen | 6   | 3 | 1 | 2 | 007:500 | +2    | 10     |
| 4.  | Lewski Sofia  | 6   | 0 | 0 | 6 | 001:170 | −16   | 0      |

| 12. September 2006 |     |               |                               |
| FC Chelsea         | 2:0 | Werder Bremen | Stamford Bridge               |
| FC Barcelona       | 5:0 | Lewski Sofia  | Camp Nou                      |
| 27. September 2006 |     |               |                               |
| Lewski Sofia       | 1:3 | FC Chelsea    | Wassil-Lewski-Nationalstadion |
| Werder Bremen      | 1:1 | FC Barcelona  | Weserstadion                  |
| 18. Oktober 2006   |     |               |                               |
| Werder Bremen      | 2:0 | Lewski Sofia  | Weserstadion                  |
| FC Chelsea         | 1:0 | FC Barcelona  | Stamford Bridge               |
| 31. Oktober 2006   |     |               |                               |
| Lewski Sofia       | 0:3 | Werder Bremen | Wassil-Lewski-Nationalstadion |
| FC Barcelona       | 2:2 | FC Chelsea    | Camp Nou                      |
| 22. November 2006  |     |               |                               |
| Werder Bremen      | 1:0 | FC Chelsea    | Weserstadion                  |
| Lewski Sofia       | 0:2 | FC Barcelona  | Wassil-Lewski-Nationalstadion |
| 5. Dezember 2006   |     |               |                               |
| FC Chelsea         | 2:0 | Lewski Sofia  | Stamford Bridge               |
| FC Barcelona       | 2:0 | Werder Bremen | Camp Nou                      |

### Gruppe B
| Pl. | Verein            | Sp. | S | U | N | Tore    | Diff. | Punkte |
| --- | ----------------- | --- | - | - | - | ------- | ----- | ------ |
| 1.  | FC Bayern München | 6   | 3 | 3 | 0 | 010:300 | +7    | 12     |
| 2.  | Inter Mailand     | 6   | 3 | 1 | 2 | 005:500 | ±0    | 10     |
| 3.  | Spartak Moskau    | 6   | 1 | 2 | 3 | 007:110 | −4    | 05     |
| 4.  | Sporting Lissabon | 6   | 1 | 2 | 3 | 003:600 | −3    | 05     |

| 12. September 2006 |     |                   |                           |
| Sporting Lissabon  | 1:0 | Inter Mailand     | Estádio José Alvalade XXI |
| FC Bayern München  | 4:0 | Spartak Moskau    | Allianz Arena             |
| 27. September 2006 |     |                   |                           |
| Spartak Moskau     | 1:1 | Sporting Lissabon | Olympiastadion Luschniki  |
| Inter Mailand      | 0:2 | FC Bayern München | Giuseppe-Meazza-Stadion   |
| 18. Oktober 2006   |     |                   |                           |
| Inter Mailand      | 2:1 | Spartak Moskau    | Giuseppe-Meazza-Stadion   |
| Sporting Lissabon  | 0:1 | FC Bayern München | Estádio José Alvalade XXI |
| 31. Oktober 2006   |     |                   |                           |
| Spartak Moskau     | 0:1 | Inter Mailand     | Olympiastadion Luschniki  |
| FC Bayern München  | 0:0 | Sporting Lissabon | Allianz Arena             |
| 22. November 2006  |     |                   |                           |
| Spartak Moskau     | 2:2 | FC Bayern München | Olympiastadion Luschniki  |
| Inter Mailand      | 1:0 | Sporting Lissabon | Giuseppe-Meazza-Stadion   |
| 5. Dezember 2006   |     |                   |                           |
| Sporting Lissabon  | 1:3 | Spartak Moskau    | Estádio José Alvalade XXI |
| FC Bayern München  | 1:1 | Inter Mailand     | Allianz Arena             |

### Gruppe C
| Pl. | Verein               | Sp. | S | U | N | Tore    | Diff. | Punkte |
| --- | -------------------- | --- | - | - | - | ------- | ----- | ------ |
| 1.  | FC Liverpool         | 6   | 4 | 1 | 1 | 011:500 | +6    | 13     |
| 2.  | PSV Eindhoven        | 6   | 3 | 1 | 2 | 006:600 | ±0    | 10     |
| 3.  | Girondins Bordeaux   | 6   | 2 | 1 | 3 | 006:700 | −1    | 07     |
| 4.  | Galatasaray Istanbul | 6   | 1 | 1 | 4 | 007:120 | −5    | 04     |

| 12. September 2006   |     |                      |                             |
| Galatasaray Istanbul | 0:0 | Girondins Bordeaux   | Atatürk-Olympiastadion      |
| PSV Eindhoven        | 0:0 | FC Liverpool         | PSV Stadion                 |
| 27. September 2006   |     |                      |                             |
| FC Liverpool         | 3:2 | Galatasaray Istanbul | Anfield                     |
| Girondins Bordeaux   | 0:1 | PSV Eindhoven        | Stade Chaban-Delmas         |
| 18. Oktober 2006     |     |                      |                             |
| Girondins Bordeaux   | 0:1 | FC Liverpool         | Stade Jacques-Chaban-Delmas |
| Galatasaray Istanbul | 1:2 | PSV Eindhoven        | Atatürk-Olympiastadion      |
| 31. Oktober 2006     |     |                      |                             |
| FC Liverpool         | 3:0 | Girondins Bordeaux   | Anfield                     |
| PSV Eindhoven        | 2:0 | Galatasaray Istanbul | PSV Stadion                 |
| 22. November 2006    |     |                      |                             |
| Girondins Bordeaux   | 3:1 | Galatasaray Istanbul | Stade Jacques-Chaban-Delmas |
| FC Liverpool         | 2:0 | PSV Eindhoven        | Anfield                     |
| 5. Dezember 2006     |     |                      |                             |
| Galatasaray Istanbul | 3:2 | FC Liverpool         | Atatürk-Olympiastadion      |
| PSV Eindhoven        | 1:3 | Girondins Bordeaux   | PSV Stadion                 |

### Gruppe D
| Pl. | Verein            | Sp. | S | U | N | Tore    | Diff. | Punkte |
| --- | ----------------- | --- | - | - | - | ------- | ----- | ------ |
| 1.  | FC Valencia       | 6   | 4 | 1 | 1 | 012:600 | +6    | 13     |
| 2.  | AS Rom            | 6   | 3 | 1 | 2 | 008:400 | +4    | 10     |
| 3.  | Schachtar Donezk  | 6   | 1 | 3 | 2 | 006:110 | −5    | 06     |
| 4.  | Olympiakos Piräus | 6   | 0 | 3 | 3 | 006:110 | −5    | 03     |

| 12. September 2006 |     |                   |                     |
| Olympiakos Piräus  | 2:4 | FC Valencia       | Karaiskakis-Stadion |
| AS Rom             | 4:0 | Schachtar Donezk  | Olympiastadion Rom  |
| 27. September 2006 |     |                   |                     |
| Schachtar Donezk   | 2:2 | Olympiakos Piräus | RSK Olimpijskyj     |
| FC Valencia        | 2:1 | AS Rom            | Estadio Mestalla    |
| 18. Oktober 2006   |     |                   |                     |
| FC Valencia        | 2:0 | Schachtar Donezk  | Estadio Mestalla    |
| Olympiakos Piräus  | 0:1 | AS Rom            | Karaiskakis-Stadion |
| 31. Oktober 2006   |     |                   |                     |
| Schachtar Donezk   | 2:2 | FC Valencia       | RSK Olimpijskyj     |
| AS Rom             | 1:1 | Olympiakos Piräus | Olympiastadion Rom  |
| 22. November 2006  |     |                   |                     |
| FC Valencia        | 2:0 | Olympiakos Piräus | Estadio Mestalla    |
| Schachtar Donezk   | 1:0 | AS Rom            | RSK Olimpijskyj     |
| 5. Dezember 2006   |     |                   |                     |
| Olympiakos Piräus  | 1:1 | Schachtar Donezk  | Karaiskakis-Stadion |
| AS Rom             | 1:0 | FC Valencia       | Olympiastadion Rom  |

### Gruppe E
| Pl. | Verein          | Sp. | S | U | N | Tore    | Diff. | Punkte |
| --- | --------------- | --- | - | - | - | ------- | ----- | ------ |
| 1.  | Olympique Lyon  | 6   | 4 | 2 | 0 | 012:300 | +9    | 14     |
| 2.  | Real Madrid     | 6   | 3 | 2 | 1 | 014:800 | +6    | 11     |
| 3.  | Steaua Bukarest | 6   | 1 | 2 | 3 | 007:110 | −4    | 05     |
| 4.  | Dynamo Kiew     | 6   | 0 | 2 | 4 | 005:160 | −11   | 02     |

| 13. September 2006 |     |                 |                           |
| Dynamo Kiew        | 1:4 | Steaua Bukarest | Olympiastadion Kiew       |
| Olympique Lyon     | 2:0 | Real Madrid     | Stade Gerland             |
| 26. September 2006 |     |                 |                           |
| Real Madrid        | 5:1 | Dynamo Kiew     | Estadio Santiago Bernabéu |
| Steaua Bukarest    | 0:3 | Olympique Lyon  | Ghencea-Stadion           |
| 17. Oktober 2006   |     |                 |                           |
| Steaua Bukarest    | 1:4 | Real Madrid     | Ghencea-Stadion           |
| Dynamo Kiew        | 0:3 | Olympique Lyon  | Olympiastadion Kiew       |
| 1. November 2006   |     |                 |                           |
| Real Madrid        | 1:0 | Steaua Bukarest | Estadio Santiago Bernabéu |
| Olympique Lyon     | 1:0 | Dynamo Kiew     | Stade Gerland             |
| 21. November 2006  |     |                 |                           |
| Steaua Bukarest    | 1:1 | Dynamo Kiew     | Ghencea-Stadion           |
| Real Madrid        | 2:2 | Olympique Lyon  | Estadio Santiago Bernabéu |
| 6. Dezember 2006   |     |                 |                           |
| Dynamo Kiew        | 2:2 | Real Madrid     | Olympiastadion Kiew       |
| Olympique Lyon     | 1:1 | Steaua Bukarest | Stade Gerland             |

### Gruppe F
| Pl. | Verein            | Sp. | S | U | N | Tore    | Diff. | Punkte |
| --- | ----------------- | --- | - | - | - | ------- | ----- | ------ |
| 1.  | Manchester United | 6   | 4 | 0 | 2 | 010:500 | +5    | 12     |
| 2.  | Celtic Glasgow    | 6   | 3 | 0 | 3 | 008:900 | −1    | 09     |
| 3.  | Benfica Lissabon  | 6   | 2 | 1 | 3 | 007:800 | −1    | 07     |
| 4.  | FC Kopenhagen     | 6   | 2 | 1 | 3 | 005:800 | −3    | 07     |

| 13. September 2006 |     |                   |                |
| Manchester United  | 3:2 | Celtic Glasgow    | Old Trafford   |
| FC Kopenhagen      | 0:0 | Benfica Lissabon  | Parken         |
| 26. September 2006 |     |                   |                |
| Benfica Lissabon   | 0:1 | Manchester United | Estádio da Luz |
| Celtic Glasgow     | 1:0 | FC Kopenhagen     | Celtic Park    |
| 17. Oktober 2006   |     |                   |                |
| Celtic Glasgow     | 3:0 | Benfica Lissabon  | Celtic Park    |
| Manchester United  | 3:0 | FC Kopenhagen     | Old Trafford   |
| 1. November 2006   |     |                   |                |
| Benfica Lissabon   | 3:0 | Celtic Glasgow    | Estádio da Luz |
| FC Kopenhagen      | 1:0 | Manchester United | Parken         |
| 21. November 2006  |     |                   |                |
| Celtic Glasgow     | 1:0 | Manchester United | Celtic Park    |
| Benfica Lissabon   | 3:1 | FC Kopenhagen     | Estádio da Luz |
| 6. Dezember 2006   |     |                   |                |
| Manchester United  | 3:1 | Benfica Lissabon  | Old Trafford   |
| FC Kopenhagen      | 3:1 | Celtic Glasgow    | Parken         |

### Gruppe G
| Pl. | Verein       | Sp. | S | U | N | Tore    | Diff. | Punkte |
| --- | ------------ | --- | - | - | - | ------- | ----- | ------ |
| 1.  | FC Arsenal   | 6   | 3 | 2 | 1 | 007:300 | +4    | 11     |
| 2.  | FC Porto     | 6   | 3 | 2 | 1 | 009:400 | +5    | 11     |
| 3.  | ZSKA Moskau  | 6   | 2 | 2 | 2 | 004:500 | −1    | 08     |
| 4.  | Hamburger SV | 6   | 1 | 0 | 5 | 007:150 | −8    | 03     |

| 13. September 2006 |     |              |                    |
| FC Porto           | 0:0 | ZSKA Moskau  | Estádio do Dragão  |
| Hamburger SV       | 1:2 | FC Arsenal   | Volksparkstadion   |
| 26. September 2006 |     |              |                    |
| ZSKA Moskau        | 1:0 | Hamburger SV | Lokomotive Stadion |
| FC Arsenal         | 2:0 | FC Porto     | Emirates Stadium   |
| 17. Oktober 2006   |     |              |                    |
| ZSKA Moskau        | 1:0 | FC Arsenal   | Lokomotive Stadion |
| FC Porto           | 4:1 | Hamburger SV | Estádio do Dragão  |
| 1. November 2006   |     |              |                    |
| FC Arsenal         | 0:0 | ZSKA Moskau  | Emirates Stadium   |
| Hamburger SV       | 1:3 | FC Porto     | Volksparkstadion   |
| 21. November 2006  |     |              |                    |
| ZSKA Moskau        | 0:2 | FC Porto     | Lokomotive Stadion |
| FC Arsenal         | 3:1 | Hamburger SV | Emirates Stadium   |
| 6. Dezember 2006   |     |              |                    |
| FC Porto           | 0:0 | FC Arsenal   | Estádio do Dragão  |
| Hamburger SV       | 3:2 | ZSKA Moskau  | Volksparkstadion   |

### Gruppe H
| Pl. | Verein         | Sp. | S | U | N | Tore    | Diff. | Punkte |
| --- | -------------- | --- | - | - | - | ------- | ----- | ------ |
| 1.  | AC Mailand     | 6   | 3 | 1 | 2 | 008:400 | +4    | 10     |
| 2.  | OSC Lille      | 6   | 2 | 3 | 1 | 008:500 | +3    | 09     |
| 3.  | AEK Athen      | 6   | 2 | 2 | 2 | 006:900 | −3    | 08     |
| 4.  | RSC Anderlecht | 6   | 0 | 4 | 2 | 007:110 | −4    | 04     |

| 13. September 2006 |     |                |                               |
| RSC Anderlecht     | 1:1 | OSC Lille      | Constant-Vanden-Stock-Stadion |
| AC Mailand         | 3:0 | AEK Athen      | Giuseppe-Meazza-Stadion       |
| 26. September 2006 |     |                |                               |
| AEK Athen          | 1:1 | RSC Anderlecht | Olympiastadion Athen          |
| OSC Lille          | 0:0 | AC Mailand     | Stade Félix-Bollaert          |
| 17. Oktober 2006   |     |                |                               |
| OSC Lille          | 3:1 | AEK Athen      | Stade Félix-Bollaert          |
| RSC Anderlecht     | 0:1 | AC Mailand     | Constant-Vanden-Stock-Stadion |
| 1. November 2006   |     |                |                               |
| AEK Athen          | 1:0 | OSC Lille      | Olympiastadion Athen          |
| AC Mailand         | 4:1 | RSC Anderlecht | Giuseppe-Meazza-Stadion       |
| 21. November 2006  |     |                |                               |
| OSC Lille          | 2:2 | RSC Anderlecht | Stade Félix-Bollaert          |
| AEK Athen          | 1:0 | AC Mailand     | Olympiastadion Athen          |
| 6. Dezember 2006   |     |                |                               |
| RSC Anderlecht     | 2:2 | AEK Athen      | Constant-Vanden-Stock-Stadion |
| AC Mailand         | 0:2 | OSC Lille      | Giuseppe-Meazza-Stadion       |

## K.-o.-Phase

### Achtelfinale

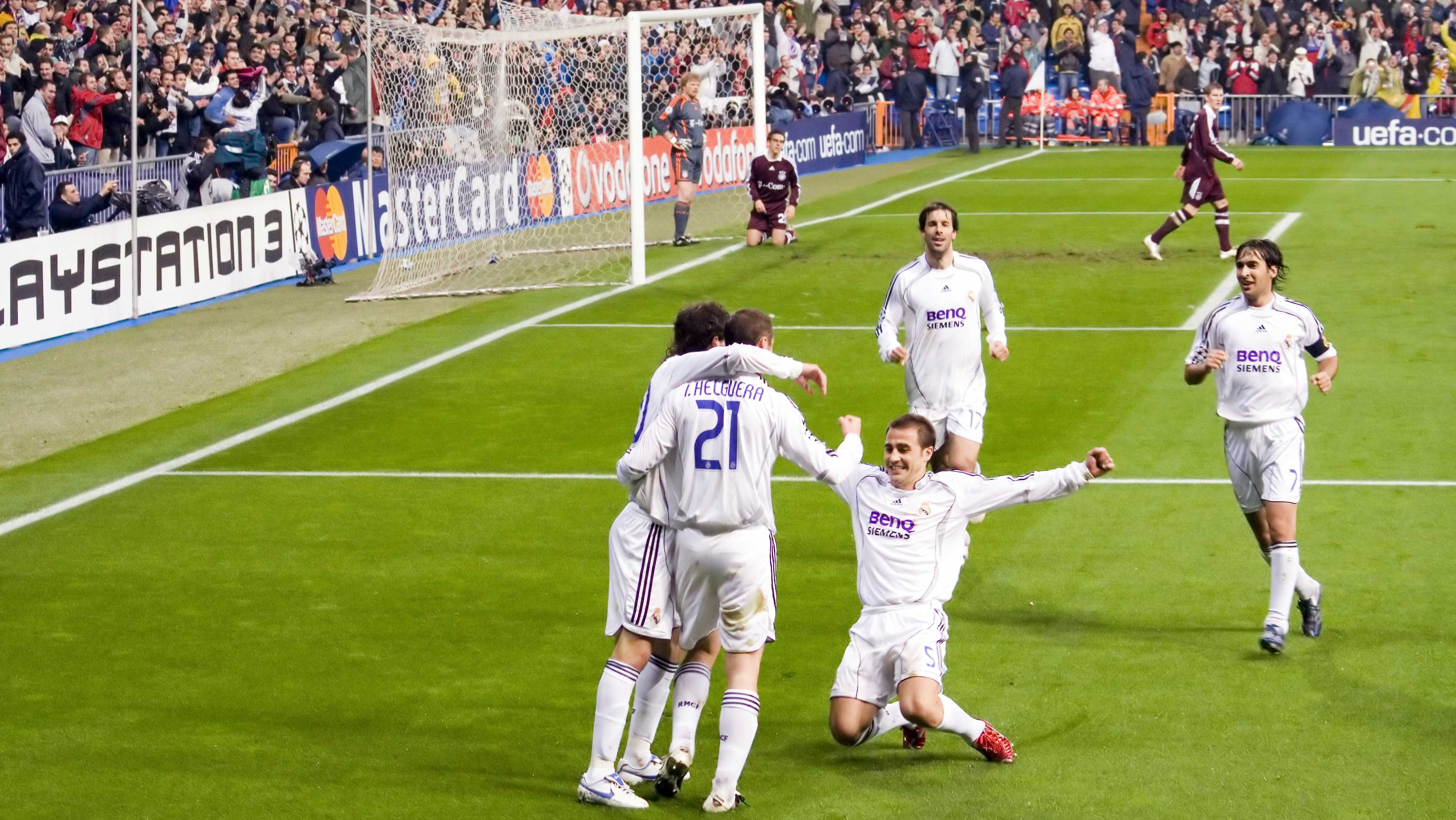
Real-Spieler feiern das 2:1 im Hinspiel Real Madrid gegen Bayern München

Die Hinspiele fanden am 20./21. Februar, die Rückspiele am 6./7. März 2007 statt.
|                | Gesamt    |                   | Hinspiel | Rückspiel |
| -------------- | --------- | ----------------- | -------- | --------- |
| Celtic Glasgow | 0:1       | AC Mailand        | 0:0      | 0:1 n. V. |
| PSV Eindhoven  | 2:1       | FC Arsenal        | 1:0      | 1:1       |
| OSC Lille      | 0:2       | Manchester United | 0:1      | 0:1       |
| Real Madrid    | (a)4:4(a) | FC Bayern München | 3:2      | 1:2       |
| AS Rom         | 2:0       | Olympique Lyon    | 0:0      | 2:0       |
| FC Barcelona   | (a)2:2(a) | FC Liverpool      | 1:2      | 1:0       |
| FC Porto       | 2:3       | FC Chelsea        | 1:1      | 1:2       |
| Inter Mailand  | (a)2:2(a) | FC Valencia       | 2:2      | 0:0       |

### Viertelfinale
Die Hinspiele fanden am 3./4. April, die Rückspiele am 10./11. April 2007 statt.
|               | Gesamt |                   | Hinspiel | Rückspiel |
| ------------- | ------ | ----------------- | -------- | --------- |
| AC Mailand    | 4:2    | FC Bayern München | 2:2      | 2:0       |
| PSV Eindhoven | 0:4    | FC Liverpool      | 0:3      | 0:1       |
| AS Rom        | 3:8    | Manchester United | 2:1      | 1:7       |
| FC Chelsea    | 3:2    | FC Valencia       | 1:1      | 2:1       |

### Halbfinale
Die Hinspiele fanden am 24./25. April, die Rückspiele am 1./2. Mai 2007 statt.
|                   | Gesamt          |              | Hinspiel | Rückspiel |
| ----------------- | --------------- | ------------ | -------- | --------- |
| Manchester United | 3:5             | AC Mailand   | 3:2      | 0:3       |
| FC Chelsea        | 1:1 (1:4 i. E.) | FC Liverpool | 1:0      | 0:1 n. V. |

### Finale
| AC Mailand                                    | AC Mailand | FC Liverpool | FC Liverpool | Aufstellung                               |
| --------------------------------------------- | --- | --- | ------------ | ----------------------------------------- |
| AC Mailand                                    | \| 23. Mai 2007 in Athen (Olympiastadion) \| \| Ergebnis: 2:1 (1:0) \| \| Zuschauer: 71.030 \| \| Schiedsrichter: Herbert Fandel ( Deutschland) \| | \| 23. Mai 2007 in Athen (Olympiastadion) \| \| Ergebnis: 2:1 (1:0) \| \| Zuschauer: 71.030 \| \| Schiedsrichter: Herbert Fandel ( Deutschland) \| | FC Liverpool | Aufstellung AC Mailand gegen FC Liverpool |
| AC Mailand                                    | Dida – Massimo Oddo, Alessandro Nesta, Paolo Maldini , Marek Jankulovski (80. Kacha Kaladse) – Gennaro Gattuso, Andrea Pirlo, Massimo Ambrosini, Clarence Seedorf (90.+2' Giuseppe Favalli) – Kaká – Filippo Inzaghi (88. Alberto Gilardino) Cheftrainer: Carlo Ancelotti | Pepe Reina – Steve Finnan (88. Álvaro Arbeloa), Jamie Carragher, Daniel Agger, John Arne Riise – Xabi Alonso, Javier Mascherano (78. Peter Crouch) – Jermaine Pennant, Steven Gerrard , Boudewijn Zenden (59. Harry Kewell) – Dirk Kuyt Cheftrainer: Rafael Benítez ( Spanien) | FC Liverpool | Aufstellung AC Mailand gegen FC Liverpool |
| AC Mailand                                    | 1:0 Filippo Inzaghi (45.) 2:0 Filippo Inzaghi (82.) | 2:1 Dirk Kuyt (89.) | FC Liverpool | Aufstellung AC Mailand gegen FC Liverpool |
| AC Mailand                                    | Gennaro Gattuso, Marek Jankulovski | Javier Mascherano, Jamie Carragher | FC Liverpool | Aufstellung AC Mailand gegen FC Liverpool |
| 23. Mai 2007 in Athen (Olympiastadion)        | | |              |                                           |
| Ergebnis: 2:1 (1:0)                           | | |              |                                           |
| Zuschauer: 71.030                             | | |              |                                           |
| Schiedsrichter: Herbert Fandel ( Deutschland) | | |              |                                           |

|  |  |

## Beste Torschützen
| \| Rang \| Spieler \| Klub \| Tore \| \| ---- \| ------------------- \| ----------------- \| ---- \| \| 1 \| Kaká \| AC Mailand \| 10 \| \| 2 \| Didier Drogba \| FC Chelsea \| 6 \| \| \| Ruud van Nistelrooy \| Real Madrid \| 6 \| \| \| Fernando Morientes \| FC Valencia \| 6 \| \| \| Peter Crouch \| FC Liverpool \| 6 \| \| 6 \| Raúl \| Real Madrid \| 5 \| \| 7 \| Francesco Totti \| AS Rom \| 4 \| \| \| David Villa \| FC Valencia \| 4 \| \| \| Claudio Pizarro \| FC Bayern München \| 4 \| \| \| Nicolae Dică \| Steaua Bukarest \| 4 \| \| \| Filippo Inzaghi \| AC Mailand \| 4 \| \| \| Wayne Rooney \| Manchester United \| 4 \| \| \| Louis Saha \| Manchester United \| 4 \| |                     |                   |      |
| Rang | Spieler             | Klub              | Tore |
| 1 | Kaká                | AC Mailand        | 10   |
| 2 | Didier Drogba       | FC Chelsea        | 6    |
| | Ruud van Nistelrooy | Real Madrid       | 6    |
| | Fernando Morientes  | FC Valencia       | 6    |
| | Peter Crouch        | FC Liverpool      | 6    |
| 6 | Raúl                | Real Madrid       | 5    |
| 7 | Francesco Totti     | AS Rom            | 4    |
| | David Villa         | FC Valencia       | 4    |
| | Claudio Pizarro     | FC Bayern München | 4    |
| | Nicolae Dică        | Steaua Bukarest   | 4    |
| | Filippo Inzaghi     | AC Mailand        | 4    |
| | Wayne Rooney        | Manchester United | 4    |
| | Louis Saha          | Manchester United | 4    |

## Eingesetzte Spieler AC Mailand
Siehe Hauptartikel: UEFA Champions League 2006/07/AC Mailand
| AC Mailand | AC Mailand |
| ---------- | --- |
| AC Mailand | - Tor: Dida (11/-); Zeljko Kalac (3/-) - Abwehr: Marek Jankulovski (13/-); Paolo Maldini (9/-); Kacha Kaladse (8/-); Alessandro Nesta (8/-); Massimo Oddo (7/-); Daniele Bonera (6/-); Cafu (6/-); Dario Šimić (4/-); Giuseppe Favalli (3/-); Alessandro Costacurta (1/-); Serginho (1/-) - Mittelfeld: Kaká (13/10); Clarence Seedorf (12/2); Andrea Pirlo (12/1); Gennaro Gattuso (11/-); Massimo Ambrosini (10/-); Yoann Gourcuff (8/1); Cristian Brocchi (7/-) - Sturm: Filippo Inzaghi (10/4); Alberto Gilardino (9/2); Ricardo Oliveira (6/-); Marco Borriello (1/-) - Trainer: Carlo Ancelotti |

## Schiedsrichter
Die 125 Partien wurden von 41 Referees aus 22 UEFA-Mitgliedsverbänden geleitet. Das Finale pfiff der deutsche Schiedsrichter Herbert Fandel.
| Name                       | Geboren       | Land         | Spiele |      |    |    | Anmerkung              |
| -------------------------- | ------------- | ------------ | ------ | ---- | -- | -- | ---------------------- |
| Paul Allaerts              | 9. Juli 1964  | Belgien      | 2      | 6    | 0  | 0  |                        |
| Juri Baskakow              | 10. Mai 1964  | Russland     | 4      | 11   | 0  | 0  |                        |
| Steve Bennett              | 17. Jan. 1961 | England      | 3      | 14   | 3  | 1  |                        |
| Olegário Benquerença       | 18. Okt. 1969 | Portugal     | 3      | 0    | 1  |    |                        |
| Eric Bramhaar              | 13. Okt. 1966 | Niederlande  | 4      | 17   | 0  | 0  |                        |
| Massimo Busacca            | 6. Feb. 1969  | Schweiz      | 6      | 13   | 0  | 0  |                        |
| Darko Čeferin              | 11. Juli 1968 | Slowenien    | 1      | 4    | 0  | 0  |                        |
| Frank De Bleeckere         | 1. Juli 1966  | Belgien      | 6      | 25   | 0  | 0  |                        |
| Stuart Dougal              | 6. Nov. 1962  | Schottland   | 1      | 4    | 0  | 0  |                        |
| Laurent Duhamel            | 10. Okt. 1968 | Frankreich   | 3      | 12   | 0  | 0  |                        |
| Herbert Fandel             | 9. März 1964  | Deutschland  | 6      | 24   | 1  | 0  | Leiter des Finalspiels |
| Stefano Farina             | 19. Sep. 1962 | Italien      | 3      | 16   | 0  | 1  |                        |
| Peter Fröjdfeldt           | 14. Nov. 1963 | Schweden     | 3      | 7    | 0  | 1  |                        |
| Grzegorz Gilewski          | 24. Feb. 1973 | Polen        | 1      | 2    | 0  | 0  |                        |
| Alain Hamer                | 10. Dez. 1965 | Luxemburg    | 4      | 11   | 1  | 0  |                        |
| Martin Hansson             | 6. Apr. 1971  | Schweden     | 3      | 10   | 0  | 1  |                        |
| Terje Hauge                | 5. Okt. 1965  | Norwegen     | 4      | 20   | 1  | 0  |                        |
| Vladimir Hriňák            | 25. Feb. 1965 | Slowakei     | 1      | 5    | 0  | 1  |                        |
| Eduardo Iturralde González | 20. Feb. 1967 | Spanien      | 1      | 3    | 0  | 0  |                        |
| Jaroslav Jára              | 21. Feb. 1964 | Tschechien   | 1      | 9    | 0  | 0  |                        |
| Claus Bo Larsen            | 28. Okt. 1965 | Dänemark     | 3      | 13   | 0  | 0  |                        |
| Bertrand Layec             | 3. Juli 1965  | Frankreich   | 4      | 15   | 0  | 0  |                        |
| Luis Medina Cantalejo      | 1. März 1964  | Spanien      | 4      | 14   | 1  | 0  |                        |
| Manuel Mejuto González     | 16. Apr. 1965 | Spanien      | 6      | 20   | 0  | 0  |                        |
| Markus Merk                | 15. März 1962 | Deutschland  | 3      | 2    | 0  | 1  |                        |
| Domenico Messina           | 12. Aug. 1962 | Italien      | 2      | 4    | 0  | 0  |                        |
| Florian Meyer              | 21. Nov. 1968 | Deutschland  | 2      | 9    | 0  | 0  |                        |
| Ľuboš Micheľ               | 16. Mai 1968  | Slowakei     | 5      | 16   | 2  | 0  |                        |
| Tom Henning Øvrebø         | 26. Juni 1966 | Norwegen     | 4      | 11   | 1  | 0  |                        |
| Konrad Plautz              | 16. Okt. 1964 | Österreich   | 4      | 12   | 0  | 0  |                        |
| Graham Poll                | 29. Juli 1963 | England      | 3      | 4    | 0  | 1  |                        |
| Mike Riley                 | 17. Dez. 1964 | England      | 4      | 20   | 1  | 0  |                        |
| Roberto Rosetti            | 18. Sep. 1967 | Italien      | 6      | 17   | 0  | 1  |                        |
| Wolfgang Stark             | 20. Nov. 1969 | Deutschland  | 4      | 16   | 0  | 0  |                        |
| Matteo Trefoloni           | 31. März 1971 | Italien      | 1      | 4    | 0  | 0  |                        |
| Alberto Undiano Mallenco   | 8. Okt. 1973  | Spanien      | 1      | 2    | 0  | 0  |                        |
| Kyros Vassaras             | 1. Feb. 1966  | Griechenland | 6      | 33   | 0  | 0  |                        |
| Pieter Vink                | 13. März 1967 | Niederlande  | 1      | 3    | 0  | 0  |                        |
| Nicolai Vollquartz         | 7. Feb. 1965  | Dänemark     | 1      | 3    | 0  | 0  |                        |
| Howard Webb                | 14. Juli 1971 | England      | 1      | 4    | 0  | 0  |                        |
| Jan Wegereef               | 17. Jan. 1962 | Niederlande  | 2      | 5    | 0  | 1  |                        |
| Gesamt:                    | Gesamt:       | Gesamt:      | 1250   | 4520 | 11 | 10 |                        |
| Stand: nach Saisonende     |               |              |        |      |    |    |                        |